# Parafia Katedralna Wniebowzięcia Najświętszej Maryi Panny w Kielcach
Parafia Katedralna Wniebowzięcia Najświętszej Maryi Panny w Kielcach – parafia rzymskokatolicka w Kielcach. Należy do dekanatu Kielce-Śródmieście diecezji kieleckiej. Założona w 1171 roku. Jest obsługiwana przez księży diecezjalnych. 